# Beatriz Luengo
Beatriz Luengo González  (Madrid, 23 de diciembre de 1982) es una compositora, cantante, autora, actriz, bailarina y empresaria española, Ganadora de dos Grammy latinos, conocida principalmente en España, Portugal, Francia, Italia y Latinoamérica por su trabajo discográfico y su participación en series como Un paso adelante.
Como artista ha sido nominada al Grammy Latino en dos ocasiones por sus dos álbumes en la categoría Mejor Álbum Pop Contemporáneo. Es ganadora del Grammy Americano por escribir el disco A quien quiera escuchar de Ricky Martin.  Además tiene nueve nominaciones más como compositora. En el año 2022 obtiene la ilustre medalla del "Hall of Fame" en Los Ángeles y ha sido premiada por la Unión Europea con el prestigioso "European Border Breakers Awards". Su última nominación al Latin Grammy es del año 2023 por el documental dirigido por ella Patria y Vida: The Power of Music.
Ha cantado a dúo con artistas como Andrea Bocelli y Alejandro Sanz. Y es considerada por la revista Billboard como una de las cantautoras más destacadas de la industria latina. Ha sido portada de la revista Rolling Stones.
Su libro El despertar de las Musas ha sido lanzado en Estados Unidos con el título Badass Muses y ya va camino a su edición número 17.
Además de su labor como artista es empresaria desde temprana edad. Tiene su propia escuela de danza en Madrid desde el año 2004. Una franquicia de gimnasios llamada Urban Loft fitness. Y su propia firma de ropa de bebé llamada Le Muse. Es directora de su propia escuela de danza en Madrid.

## Biografía

### Primeros años e inicios de su carrera
Realizó estudios de interpretación en la escuela Juan Carlos Corazza, especializándose en canto. También recibió formación específica en danza clásica en la Royal Academy of Dance y en la escuela de Juan Manuel Cifuentes, así como de jazz, hip-hop, funky y flamenco. Es la directora de su propia escuela de danza en Madrid. Estuvo nominada al Grammy Latino en 2012 como Mejor álbum pop vocal contemporáneo por Bela y sus Moskitas Muertas.
Nacida en el seno de una familia trabajadora, Beatriz comienza a interesarse por el mundo del espectáculo a los seis años, cuando comienza a tomar clases de canto y baile. A los 11 años es seleccionada para formar parte del El circo de Rita y Miliki, y con 12 firma su primer contrato discográfico con PolyGram, aunque, finalmente, no llegó a publicar ningún álbum con esta discográfica.
A los 14 años con la función Peter Pan debuta en el Palacio Municipal de Congresos de Madrid, que se llevó el Premio Max en 1999 al mejor musical. Más tarde actuaría en otras funciones de teatro en la capital, como La magia de Broadway, Jekyll and Hide (junto a Raphael), Hermanos de Sangre, Annie o Grease, entre otras comenzando a forjar su carrera como cantante y actriz a nivel profesional. Su primera aparición en un largometraje fue en 2000, en la película Pasión adolescente dirigida por Joaquín Llamas.

### 2001–2004: Un paso adelante y Upa dance
Tras participar en papeles episódicos en series de televisión como El comisario, Periodistas, Policías o Robles Investigador, consigue en 2001 un papel protagonista en la serie Un paso adelante (Antena 3), basada en la vida de unos alumnos en una escuela de baile.
En la serie se formó un grupo musical, UPA Dance, que sacó al mercado un disco, del cual Beatriz era la voz principal. Esto les llevó a realizar una gira por más de 50 ciudades, posteriormente el grupo edita el CD+DVD UPA Live que logra posicionarse en los primeros puestos de ventas en España.[cita requerida]
En enero del 2003 colabora en el musical Peter Pan en el Palacio de congresos de Madrid junto a los chicos de OT1 (fórmula abierta), con el personaje de Tigrilla junto con Raquel Grijalba y Enrique Sequeira.
En el 2004 fundó su propia escuela de danza y actividades culturales en su barrio natal, Hortaleza, en Madrid, de la cual es directora junto a su madre. El centro con más de 900 metros se distribuye en dos plantas y siete salas de distintos tamaños.

### 2005–2007: Carrera en solitario y primeros álbumes
Su álbum de debut en solitario, Mi generación llega en la primavera de 2005. En él se identifican sus principales influencias: el Rythm'n'Blues y la música negra, sin dejar escapar las manifestaciones musicales más actuales, como el rap e incorporando lo que ella considera más interesante de su propia cultura: el flamenco, bajo un concepto global de música fusión y con colaboraciones con artistas como Justin Timberlake (quien escribe la canción Go away) Yotuel Romero o Ruso del grupo Orishas. Mi generación es un álbum muy ecléctico, con algunos temas compuestos por ella, con la colaboración de Erik Nilsson y Yotuel Romero. El disco consiguió vender más de 10 000 unidades en España y ese mismo año la Academia de la música en España le concede el premio a Mejor futuro musical.[cita requerida]
A mediados de 2005, es nominada y elegida como representante española en el concurso de talentos Wanadoo Discoveries. El concurso se celebró simultáneamente en los cuatro países donde Wanadoo está presente. El objetivo de esta iniciativa es dar a conocer el talento de músicos jóvenes que han firmado su primer contrato discográfico. También estuvo nominada como Mejor artista nacional española en los MTV Europe Music Awards celebrados en Lisboa.
Decide marcharse a Francia para continuar desarrollando su carrera como cantante. En 2006, graba allí su segundo álbum, BL, el que recupera canciones de disco anterior y nuevas versiones de los tema «Quien soy yo» en guitarra, en español y francés o «África», con la colaboración del rapero francés Sir Samuel. El disco consigue en Francia vender más de 10 000 copias y el sencillo «Hit lerele» logró vender 40 000 copias.[cita requerida] Consiguió ser número 1 en las radios de Francia por varias semanas en listas.[cita requerida] La Unión Europea le concede el premio European Border Breakers Awards.

### 2008–2009:Carrousel
Su tercer álbum, Carrousel, salió a la venta en España, con la producción de Yotuel Romero y Andrés Levin. Su sencillo de lanzamiento, «Pretendo hablarte», fue la sintonía oficial de la Vuelta Ciclista a España de 2008 y contó con un vídeo dirigido por el fotógrafo Eugenio Recuenco. El disco consiguió un disco de oro, y el premios a mejor álbum nacional en los premios pentagrama. Por otra parte, Luengo fue galardonada como artista revelación en los premios Cadena Dial y Cadena 100.[cita requerida]
Para su segundo sencillo «Dime» contó la colaboración de Pitingo en una versión más personal del tema, nuevamente Eugenio Recuenco es el encargado del vídeo. El sencillo obtuvo disco de platino en descargas.[cita requerida] El álbum fue compuesto y producido en Nueva York, por Yotuel Romero con la colaboración de Andrés Levin. Cuenta con la colaboración del grupo francés Les nubiens, además de una versión íntegra en francés de la canción del cantante Serge Gainsbourg Couleur Café. En el disco han participado músicos de Nueva York como: Lou Soloff, George Laks, Skoota Warner, Brian Lynch, William Gallison, Ron Blake, entre otros. Y las guitarras flamencas de mano de los españoles Josemi Carmona y Leonide Amaya. Mezclado por Manny Marroquin. Andrés Levin define el disco como: "... una fusión del sonido soul-retro 60's con elementos percutidos y de carácter flamenco. Todo esto con pinceladas de jazz y llevados por la cadencia del beat hip-hop...".
Salió de gira con el álbum, Carrousel Tour por toda la geografía española ofreciendo más de 25 shows por la península, presentando su gira en el teatro Joy Slava de Barcelona. Nominada en 2008 de nuevo a Mejor artista nacional español en los MTV Europe Music Awards celebrados en Liverpool.[cita requerida] En 2009, es elegida para poner la voz a la banda sonora en España de la película de Disney Campanilla 2: El tesoro perdido con la canción Se llama amistad versión al castellano del tema The gift of a friend de Demi Lovato en la versión original de la película.

### 2011–2017:Bela y sus Moskitas Muertas
En 2011 publica su primer sencillo «Como tú no hay 2» del álbum Bela y sus Moskitas Muertas; álbum grabado entre Jamaica y Los Ángeles que cuenta con la participación de Ziggy Marley y Jesús Navarro. Este primer sencillo, consigue más de 7 000 000 de visitas en el vídeo oficial y más de 2 000 000 de visitas de una versión acústica a la guitarra.[cita requerida] La primera semana de salida del álbum se posiciona en el número 4 de itunes US durante 2011.[cita requerida] Además de ser elegida como sintonía del canal A&E y ESPN así como de diferentes campañas publicitarias (Como Dove) en Estados Unidos y España. En menos de un año consigue el millón de streams en su canal oficial de Vevo.[cita requerida]
En 2012 es nominada a Premio Lo Nuestro, mientras prepara la salida de su segundo sencillo «Lengua» con la colaboración del artista jamaicano Shaggy. Mientras se encuentra promocionando su álbum por toda Latinoamérica, visitando países como Puerto Rico, Chile, Argentina, entre otros, colabora en el nuevo sencillo de Dyland & Lenny junto con Pitbull titulado «Sin ti (I Don't Want To Miss a Thing)» una versión de la banda roquera Aerosmith grabando el vídeo de la canción junto con los tres artistas. Durante la gira de presentación de su último disco, forma parte como directora de la academia de Operación Triunfo: La Banda en Argentina. Bela y sus Moskitas Muertas estuvo nominado a Mejor álbum vocal pop contemporáneo para los Grammy Latinos 2012 celebrado en Las Vegas. A finales de año, colabora con la cantante mexicana Alejandra Guzmán en la grabación en directo de un disco en directo titulado Primera fila con el tema «Quítatelo», además colabora en ocasiones en algunos conciertos de la gira de presentación de tal disco en directo junto con la artista.
En octubre de 2016 se convierte en una de las participantes del concurso de imitaciones musicales español Tu cara me suena donde cada semana se enfrente a nuevos retos para imitar a diversos artistas siendo la cuarta finalista del concurso. El 9 de diciembre de 2016 lanza en plataformas digitales el primer sencillo de presentación del que será su cuarto álbum de estudio Más que suerte que cuenta con la colaboración de Jesús Navarro, que ocupa las principales listas de ventas en España, llegando a alcanzar el #5 en itunes España y el #2 en Latin Songs, logrando el certificado de disco de oro en España y México.
Tras el lanzamiento de su primer sencillo es publicado su nuevo sencillo «Te echo de menos» una canción que camina a ritmo primaveral y lleno de vida, con una fusión pop-folk que nos empuja como si de una suave y dulce brisa se tratase; el 13 de octubre de 2017 lanza una versión dúo de «Te echo de menos» junto a Leonel García. Posteriormente presenta «Aquí te espero» en esta ocasión con el apoyo del artista Carlos Rivera, tras sus primeros 2 sencillo en clave balada pop ahora muestra en este nuevo sencillo otra cara de su propuesta artística, más cercana a los ritmos y beats del género urbano.[cita requerida]

### 2018–2019:Cuerpo y alma
El 18 de mayo de 2018, sale a la venta Cuerpo y alma, consiguiendo ser número uno en itunes a las pocas horas de estar a la venta. Se lanza un vídeo de su tema Caprichosa junto a Mala Rodríguez, para su promoción. La canción consiguió certificarse disco de platino en España.[cita requerida] Con un concepto “dual” en el que su faceta como autora y compositora se desvela en la parte “alma” del disco, visible en las baladas pop. El disco contó con todo tipo de géneros desde el hip-hop, al urbano pasando por las cadencias trap.[cita requerida] Esta producción discográfica fue trabajada durante 5 años, diversos artistas latinos se han sumado al proyecto como: Abel Pintos, Carlos Rivera, Reik, Cristian Castro, Orishas, Manuel Medrano, Alejandro Sanz y Mala Rodríguez, además de una versión Remix junto a Jacob Forever del tema «Más que suerte» en clave urbana y una versión balada de «Aquí te espero».[cita requerida]
La Academia Latina de la Grabación selecciona su álbum Cuerpo y alma consiguiendo una nominación a los Latin Grammy en la categoría Mejor Álbum Pop Contemporáneo.[cita requerida] En enero de 2019, la cadena francesa France 2 elige a Beatriz como Jurado Internacional, en la preselección nacional gala de su representante en Eurovision 2019 junto con otras personalidades eurovisivas y además es nombrada Madrina de la Temporada Cultural del Instituto Francés en España junto a Felipe González. Después de ganar un premio ASCAP latino por la composición de «Fiebre» para Ricky Martin, junto a Yotuel Romero y Andrés Castro, protagonizó una de las charlas dentro de la Billboard Latin Music Week "World can also POP" junto Pedro Capo, Sofía Reyes, Fonseca y Kany García.

### 2020–presente: Colaboraciones y otros proyectos
Realizó una breve pausa en su carrera musical para escribir y promocionar su primera obra literaria El despertar de las Musas, pero no dejó de lado su faceta musical, durante esos meses estuvo componiendo para otros artistas incluso grabando para muchos de ellos, como su colaboración en el primer sencillo de regreso de Abel Pintos «El hechizo» o su nueva colaboración con el grupo Orishas junto a Ara Malikian y la balada «Ámame como soy» que fueron estrenadas durante el confinamiento provocado por el COVID-19. También formó parte del nuevo EP de Ricky Martin Pausa que incluye el tema «Quiéreme interpretado» por el propio Martin junto a Diego el Cigala.
En julio de 2020, presenta el vídeo oficial de «Ojos de mandela» con Alejandro Sanz, corte extraído de su último álbum de estudio Cuerpo y alma de 2018. Un vídeo dirigido por el cineasta Asiel Babastro que nos muestra a ambos artistas conectados junto a imágenes que nos hacen meternos en esa delicada letra de la canción. En octubre de ese año, lanza un vídeo interpretando la «respuesta mujer» del tema de Maluma «Hawái» modificando la letra original en su autoría, pero respetando el estribillo, que invita al debate del lenguaje inclusivo. En apenas un día consiguió 4 millones de visitas, haciéndose viral en las redes sociales rompiendo el récord ostentado por Bad Bunny en ser el Video de Música Latina con más visitas de la plataforma de Instagram. En noviembre del mismo año, vuelve a ser nominada a los Grammy Latinos como compositora por su trabajo en el EP Pausa de Ricky Martin en las categorías de Mejor Álbum Vocal Pop y Álbum del año.[cita requerida]
En enero de 2021, forma parte del sencillo «Rebelde» de Yotuel junto a Omar Montes, una versión del tema «Soy rebelde» de Jeanette. Su video musical fue dirigido por Eugenio Recuenco. HBO en colaboración con Chancleta Records lanzan en exclusiva un concierto en directo suyo desde La Habana, formando parte del ciclo de conciertos en directo Havana Street Party, disponibles en la plataforma de streaming, en dicho concierto cantó temas de su último disco Cuerpo & alma con invitados como Manuel Medrano, FARINA, Orishas y Blas Cantó. Además, por primera vez la artista interpreta un medley de temas que ha compuesto para otros.
En febrero de 2021 se lanzó la canción "Patria y Vida" de Yotuel Romero, Descemer Bueno, Gente de Zona, Luis Manuel Otero Alcántara, Maykel Osorbo y DJ El Funky, una de cuyas compositoras es Beatriz Luengo. La canción se viralizó rápidamente en las redes sociales y fue criticada en los medios oficiales cubanos, pero el lema Patria y vida, terminó siendo central en las Protestas en Cuba de 2021.
En junio de 2021 la canción "Juntos somos más" de Yotuel Romero, Lara Álvarez y Beatriz Luengo fue lanzada como himno para la selección española de fútbol en la Eurocopa 2020 pospuesta al verano de 2021 debido a la pandemia de covid. Tras el éxito de la serie Un paso adelante en la plataforma Netflix, la productora Mediapro decide filmar nuevos capítulos bajo el título Upa Next. La serie se presentó en Canneseries en 2023.

## Otros proyectos

### Libro:El despertar de las Musas
En octubre de 2019, publica su primer libro El despertar de las Musas con la editorial Destino y Grupo Planeta. El despertar de las Musas es un libro sobre los desafíos y triunfos que enfrenta la mujer; Relatos de los momentos clave de mujeres que existieron y cambiaron el mundo, aunque su éxito fue relegado a la sombra bajo la denominación tramposa de "musa".[cita requerida] Beatriz cambia la visión sobre "musas" que siempre se define como mujeres sumisas y dóciles que esperan ser soñadas por un genio para que existir, y defiende la re-interpretación de la palabra dándoles el lugar de creadoras, desarrolladoras de sus propias ideas, fuertes, poderosas y orgullosas. Ya no esperan ser soñadas ni ser invocadas para existir.[cita requerida] Junto con esas historias reales, la autora en primera personar relata una reflexión desde su visión en el 2020, con poemas acompañados inspirados en la subestimación y unas hermosas ilustraciones creadas por la artista plástica Marta Waterme.[cita requerida]
Cada uno de los capítulos (12) pertenece a épocas diferentes desde los últimos 40 000 años hasta hoy. Todas las razas, continentes, mujeres con profesiones muy diferentes y clases sociales opuestas, todas con un factor común que es la dificultad para lograr sus objetivos debido a su género. Beatriz recorre sus historias y reflexiona como una mujer en el siglo XXI, a partir de las letras del reguetón y el rol de la mujer en ellas, la evolución de las princesas de Disney y el veto del pezón femenino en Instagram. Un divertido sarcasmo que te hará reír y una cruel realidad como la mutilación genital contada por Waris Dirie, primera modelo negra portada de la revista Vogue, que te sacará las lágrimas. Un homenaje a la mujer y el amor en todas sus formas.
El libro, le permitió a Luengo a estar dentro de los 15 autores más vendidos en novelas infantiles juveniles. De la mano de Grupo Planeta se colocó a la venta en Argentina, Chile, Colombia y de Estados Unidos y México; además se está preparando una versión en inglés para el mercado anglosajón titulado Baddass Musses estimada para finales de 2020.

### Documental: Patria y Vida: The Power of Music
Beatriz ha dirigido el exitoso documental Patria y Vida: The Power of Music que durante el año 2023 se ha presentado en prestigiosos festivales y ha recibido numerosos premios y nominaciones.
Ha recibido el Premio del jurado en el Festival de Bendfilm en la ciudad de Oregón (USA), que es un prestigioso festival que califica para los premios Oscar. Ha recibido también el premio de Best feature Film en el festival de Los Ángeles. El documental ha sido seleccionado y presentado con mucho éxito en DOC NYC (Nueva York), Festival de Málaga, LALIFF (Los Ángeles), Festival de Caligary (Canadá), Nashville Film Festival, Miami Film Festival, Heartland y en los próximos meses en el prestigioso festival de documentales BIG SKY. También el documental tuvo su propio espacio durante el Tribeca Film Festival (Nueva York) en una presentación para la audiencia sobre música y derechos humanos auspiciada por Sonic Union.
El documental también cuenta con una nominación a los Latin Grammy 2023 en la categoría  ̈Best Long Video ̈, lo cual es la primera nominación de Beatriz a los Latin Grammy como directora. Ya ha sido ganadora de 2 premios Latin Grammy en el año 2021, ha sido nominada dos veces como artista y ha recibido 9 nominaciones más como compositora. Además de ganar un Grammy por el álbum A quien quiera escuchar en la categoría de Mejor álbum Pop Latino.

## Filmografía

### Películas
| Películas | Películas           | Películas | Películas              |
| Año       | Título              | Personaje | Notas                  |
| --------- | ------------------- | --------- | ---------------------- |
| 2001      | Pasión adolescente  | Mónica    | Película de televisión |
| 2008      | En medio de la nada | Cantante  | Cortometraje           |

### Series de televisión
| Series de televisión | Series de televisión                | Series de televisión          | Series de televisión |
| Año                  | Título                              | Personaje                     | Notas                |
| -------------------- | ----------------------------------- | ----------------------------- | -------------------- |
| 2000                 | Periodistas                         | Candela                       | 1 episodio           |
| 2000                 | Policías, en el corazón de la calle | Toñi                          | 2 episodios          |
| 2001                 | El comisario                        | Bea                           | 2 episodios          |
| 2001                 | Robles, investigador                | Beatriz                       | 1 episodio           |
| 2002-2005            | Un paso adelante                    | Dolores "Lola" Fernández Soto | 84 episodios         |
| 2018                 | Paquita Salas                       | Ella misma                    | 1 episodio           |
| 2022                 | Historias de UPA Next               | Dolores "Lola" Fernández Soto | 1 episodio           |
| 2022-2023            | UPA Next                            | Dolores "Lola" Fernández Soto | 7 episodios          |

### Programas de televisión
| Programas de televisión | Programas de televisión     | Programas de televisión     |
| Año                     | Título                      | Notas                       |
| ----------------------- | --------------------------- | --------------------------- |
| 1999                    | Esto me suena               | Bailarina                   |
| 2006                    | Desafío bajo cero           | Concursante                 |
| 2006                    | Empieza el espectáculo      | Concursante                 |
| 2013                    | Operación Triunfo Argentina | Profesora                   |
| 2016-2017               | Tu cara me suena 5          | Concursante                 |
| 2017                    | Viva la vida                | Invitada                    |
| 2017                    | 1, 2, 3... hipnotízame      | Colaboradora                |
| 2018                    | First dates                 | Invitada                    |
| 2019                    | Destination Eurovision      | Jurado Internacional        |
| 2020                    | Pasapalabra                 | Invitada                    |
| 2024                    | Benidorm Fest               | Portavoz jurado profesional |
| 2024                    | Baila como puedas           | Jurado                      |

### Teatro
| Obras de teatro | Obras de teatro             | Obras de teatro                    | Obras de teatro  |
| Año             | Título                      | Personaje                          | Notas            |
| --------------- | --------------------------- | ---------------------------------- | ---------------- |
| 1999            | Peter Pan                   | Tiger Lilly                        | Papel secundario |
| 1999            | Grease                      | Bailarina                          | Papel secundario |
| 1999-2000       | La magia de Broadway        | María Magdalena Éponine Thénardier | Papel principal  |
| 2000            | Annie                       | Lily                               | Papel secundario |
| 2000            | Doctor Jekyll y mister Hyde | Beth                               | Papel secundario |
| 2001            | Hermanos de sangre          | Linda                              | Papel principal  |

## Libros
| Fecha de Lanzamiento | Título                    | Auto/es | Editorial                        |
| -------------------- | ------------------------- | ------- | -------------------------------- |
| Octubre 2019         | El Despertar de las musas | Autora  | Editorial Destino; Grupo Planeta |

## Discografía
| Álbumes como solista - 2005: Mi generación - 2006: BL - 2008: Carrousel - 2011: Bela y sus Moskitas muertas - 2018: Cuerpo y alma | Álbumes en grupo - 2002: UPA Dance - 2003: UPA Dance edición especial - 2003: Upa Dance Live - 2023: UPA Next Dance |

## Premios y nominaciones
| Año  | Premio                           | Categoría                              | Trabajo nominado                                                                 | Resultado | ref.   |
| ---- | -------------------------------- | -------------------------------------- | -------------------------------------------------------------------------------- | --------- | ------ |
| 1999 | Premio MAX                       | Mejor Musical                          | Peter Pan                                                                        | Ganadora  | [ 42 ] |
| 2005 | Premios de la Música             | Mejor futuro musical                   | Ella misma                                                                       | Ganadora  |        |
| 2005 | Festival Wanadoo Discoveries     | Representando a España                 | Ella misma                                                                       | Ganadora  |        |
| 2006 | MTV Europe Music Awards          | Mejor artista español                  | Ella misma                                                                       | Nominada  | [ 43 ] |
| 2007 | European Borders Breakers Awards | Premio de la Comisión Europea          | Ella misma                                                                       | Ganadora  |        |
| 2008 | Premio Pentagrama                | Mejor Álbum del Año                    |                                                                                  | Ganadora  |        |
| 2008 | Premios 40 Principales           | Mejor videoclip por                    | «Pretendo hablarte»                                                              | Nominada  | [ 44 ] |
| 2008 | Premios 40 Principales           | Artista revelación                     | Ella misma                                                                       | Nominada  | [ 44 ] |
| 2009 | Grammy Latinos                   | Mejor canción alternativa              |                                                                                  | Nominada  |        |
| 2009 | Premio Cadena Dial               |                                        | Ella misma                                                                       | Ganadora  |        |
| 2009 | Premio Números 1 Cadena 100.     |                                        | Ella misma                                                                       | Ganadora  |        |
| 2010 | Latin Pride Nation Awards        |                                        | Mestizaje                                                                        | Ganadora  | [ 45 ] |
| 2010 | Premios Must Magazine!           | Revelación del año                     | Ella misma                                                                       | Nominada  |        |
| 2012 | Premios Lo Nuestro               | Mejor Vídeo                            | «Como tú no hay 2»                                                               | Nominada  |        |
| 2012 | Grammy Latinos                   | Mejor Álbum Pop Contemporáneo          | Bela y sus Moskitas muertas                                                      | Nominada  | [ 46 ] |
| 2015 | Grammy Latinos                   | Mejor Álbum Pop Contemporáneo          | Composición en el álbum A quien quiera escuchar de Ricky Martin                  | Nominada  |        |
| 2016 | Grammy Latinos                   | Canción del año                        | Por su composición «Hoy es domingo» interpretada por Diego Torres y Rubén Blades | Nominada  |        |
| 2016 | Grammy Latinos                   | Mejor Álbum Pop Latino                 | Composición en el álbum Buena vida de Diego Torres                               | Nominada  | [ 47 ] |
| 2016 | Grammy Latinos                   | Mejor Álbum Pop Latino                 | Composición en el álbum Mil ciudades de Andrés Cepeda                            | Nominada  |        |
| 2016 | Grammy                           | Mejor Álbum Pop Latino                 | Composición del álbum A quien quiera escuchar de Ricky Martin                    | Ganadora  |        |
| 2017 | Premio Martin Fierro             | Mejor Canción                          | Coescribir junto a Diego Torres «Silencios de familia»                           | Ganadora  |        |
| 2018 | Grammy Latinos                   | Mejor Álbum Pop Contemporáneo          | Cuerpo y alma                                                                    | Nominada  |        |
| 2021 | Grammy Latinos                   | Canción del Año y Mejor Canción Urbana | Coescribir Patria y Vida                                                         | Ganadora  |        |
| 2023 | Grammy Latinos                   | Mejor video extenso                    | Directora documental Patria y Vida: el poder de la música                        | Nominada  | [ 48 ] |